# Haploloma
Haploloma is een monotypisch geslacht van schimmels uit de klasse Lecanoromycetes. Het bevat alleen Haploloma fraudulentum.